# Bảo tàng Stanisław Fischer ở Bochnia
Bảo tàng Stanisław Fischer ở Bochnia (tiếng Ba Lan: Muzeum im. Stanisława Fischera w Bochni) là một bảo tàng tọa lạc tại số 20 Quảng trường chợ, Bochnia, Ba Lan. Bảo tàng là một đơn vị tổ chức của thị trấn.

## Lịch sử
Bảo tàng Stanisław Fischer ở Bochnia được thành lập vào năm 1959 theo khởi xướng của Stanisław Fischer. Ông đã tặng bộ sưu tập tư nhân cho Bảo tàng. Trụ sở của Bảo tàng là tòa nhà trước đây từng là tu viện của Dòng Đa Minh.

## Triển lãm
Bộ sưu tập của Bảo tàng Stanisław Fischer ở Bochnia hiện đang bao gồm các triển lãm sau:
- khảo cổ học và lịch sử của Bochnia, đặc biệt nhấn mạnh giới thiệu lịch sử của mỏ muối ở Bochnia
- dân tộc học: giới thiệu cả các nền văn hóa ở địa phương và ngoài Châu Âu (Châu Phi, Châu Á, Nam Mỹ)
- nghệ thuật: trưng bày các tác phẩm của các nghệ sĩ như Teodor Axentowicz, Olga Boznańska, Julian Fałat, Jacek Malczewski, Tadeusz Makowski, Włodzimierz Tetmajer, Leon Wyczółkowski và các nghệ sĩ địa phương.

## Giờ mở cửa
Bảo tàng Stanisław Fischer ở Bochnia hoạt động quanh năm, mở cửa tất cả các ngày trong tuần trừ thứ Hai. Khách tham quan phải trả phí vào cửa.